# Armin Knab

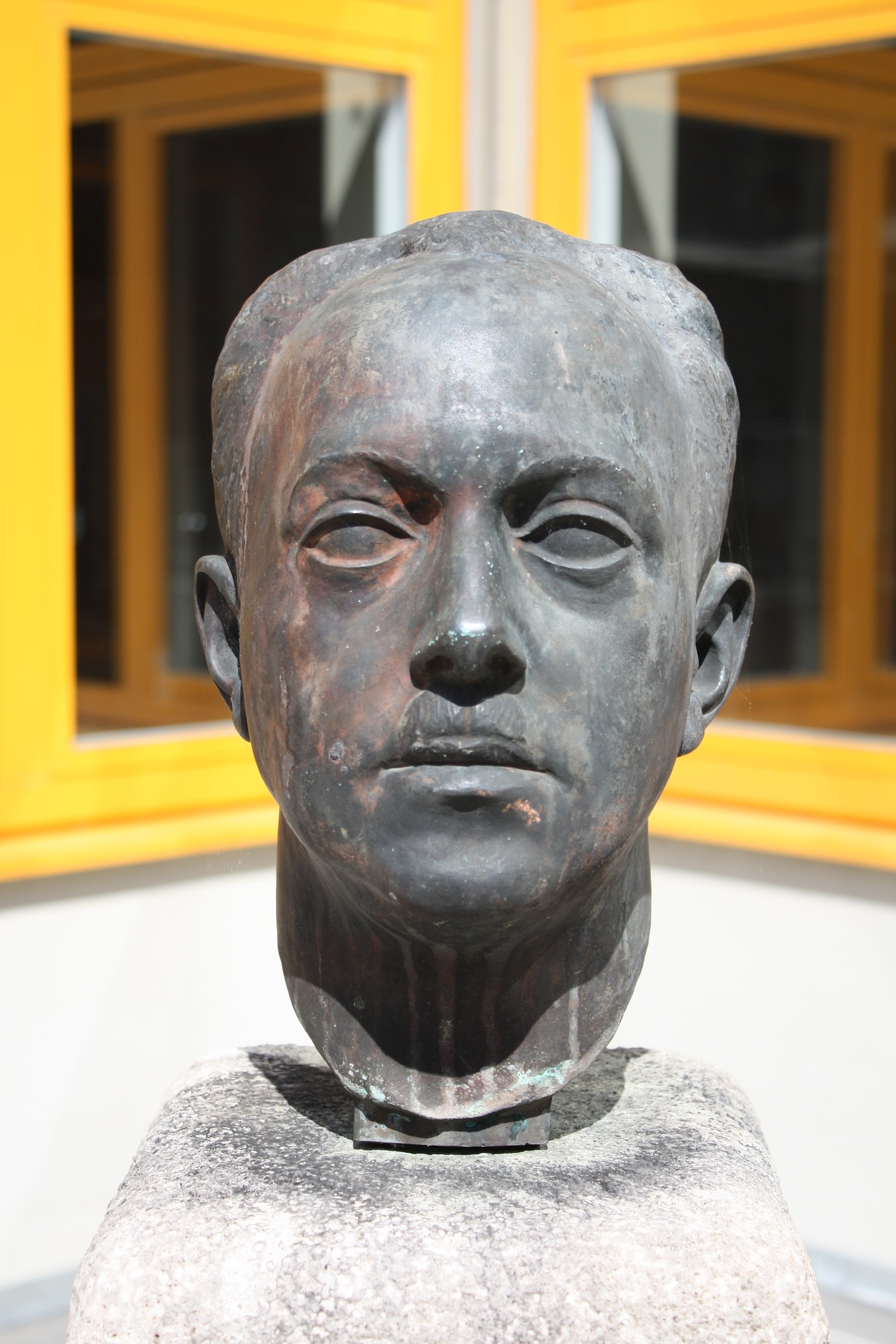
Buste van Armin Knab

Armin Knab (Neuschleichach, 19 februari 1881 - Bad Wörishofen, 23 juni 1951) was een Duits componist.

## Leven
Knab studeerde vanaf 1897 te Würzburg en München rechten en muziek.
Vanaf 1913 zetelde Armin Knab als rechter te Kitzingen en nadien te Rothenburg ob der Tauber, Fürth en uiteindelijk Würzburg. Hij koos voor muziek en vanaf 1934 werd hij professor aan de hogeschool voor muziekopvoeding en kerkmuziek te Berlijn. 
Na de Tweede Wereldoorlog keerde hij weer naar Kitzingen. Hij stierf in 1951 in het kuuroord Bad Wörishofen.

## Werk
Knab is bekend voor werk voor piano en luit, maar ook koorliederen en oratoria. Hij zette gedichten van Johann Wolfgang von Goethe, Friedrich Hölderlin en Alfred Mombert op muziek. Hij had een voorliefde voor oude instrumenten, oude volksmuziek en a capella.
Zijn werk is doordrongen van persoonlijke indrukken in het landschap van Franken. Dat blijkt uit zijn boek Wandelingen en reizen in Franken.

## Werken
Knab schreef tussen 1905 en 1920 volksliederen:
- "Des Knaben Wunderhorn-Lieder"
- "Eichendorff-Lieder"
- "Lieder nach neueren Dichtern"